# 21-es számú Országos Kéktúra szakasz
A 21-es számú Országos Kéktúra szakasz 21,7 km hosszúságú, a Mátrán halad át Mátraháza és Sirok között.
| jelzés | azonosító | útvonal | hossz km | infók |
| ------ | --------- | --- | -------- | ----- |
|        | OKT-211   | Mátraháza - Déli sípálya - Kékestető | 2,4      |       |
|        | OKT-212   | Kékestető - Sas-kő - Kis-Sas-kő - Disznó-kő - Markazi-kapu - Mraznica-tető - Hármashatár erdészház | 5,6      |       |
|        | OKT-213   | Hármashatár erdészház - Nagy-Szár-hegy - Cserepes-tető - Selyem-tisztás - Oroszlánvár - Domoszlói-kapu - Jagus - Nagy-Zúgó - Kis-Zúgó - Szederjes-tető - Jóidő-kút - Cseresnyés-tető - Remete-Tető - Gazos-kő | 8,9      |       |
|        | OKT-214   | Gazos-kő - Átrád-tető - Kalapos-tető - Őr-hegy - Sólyom-kút - Sirok vm. | 4,8      |       |

OKT = Országos Kéktúra

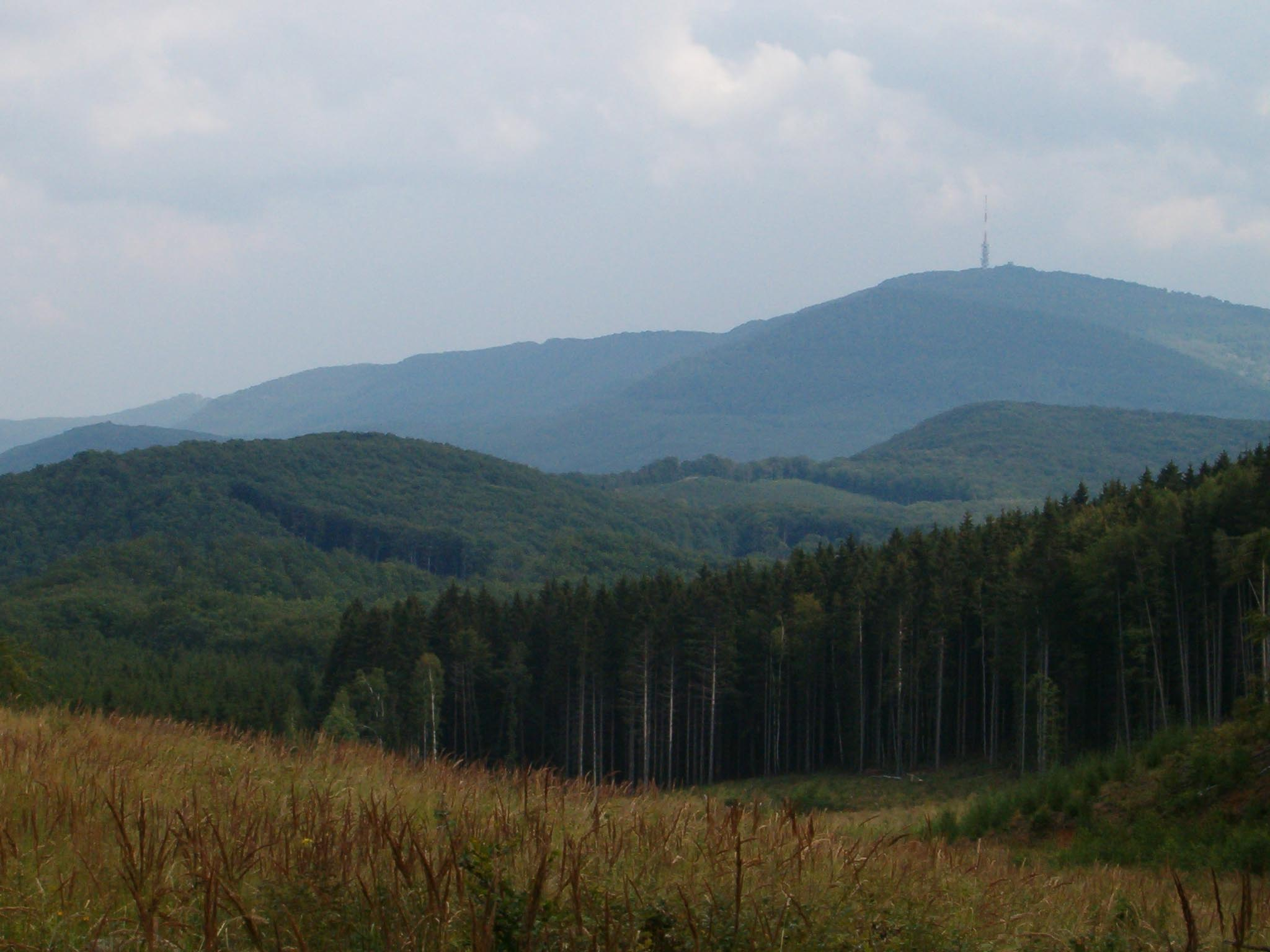
A Kékes
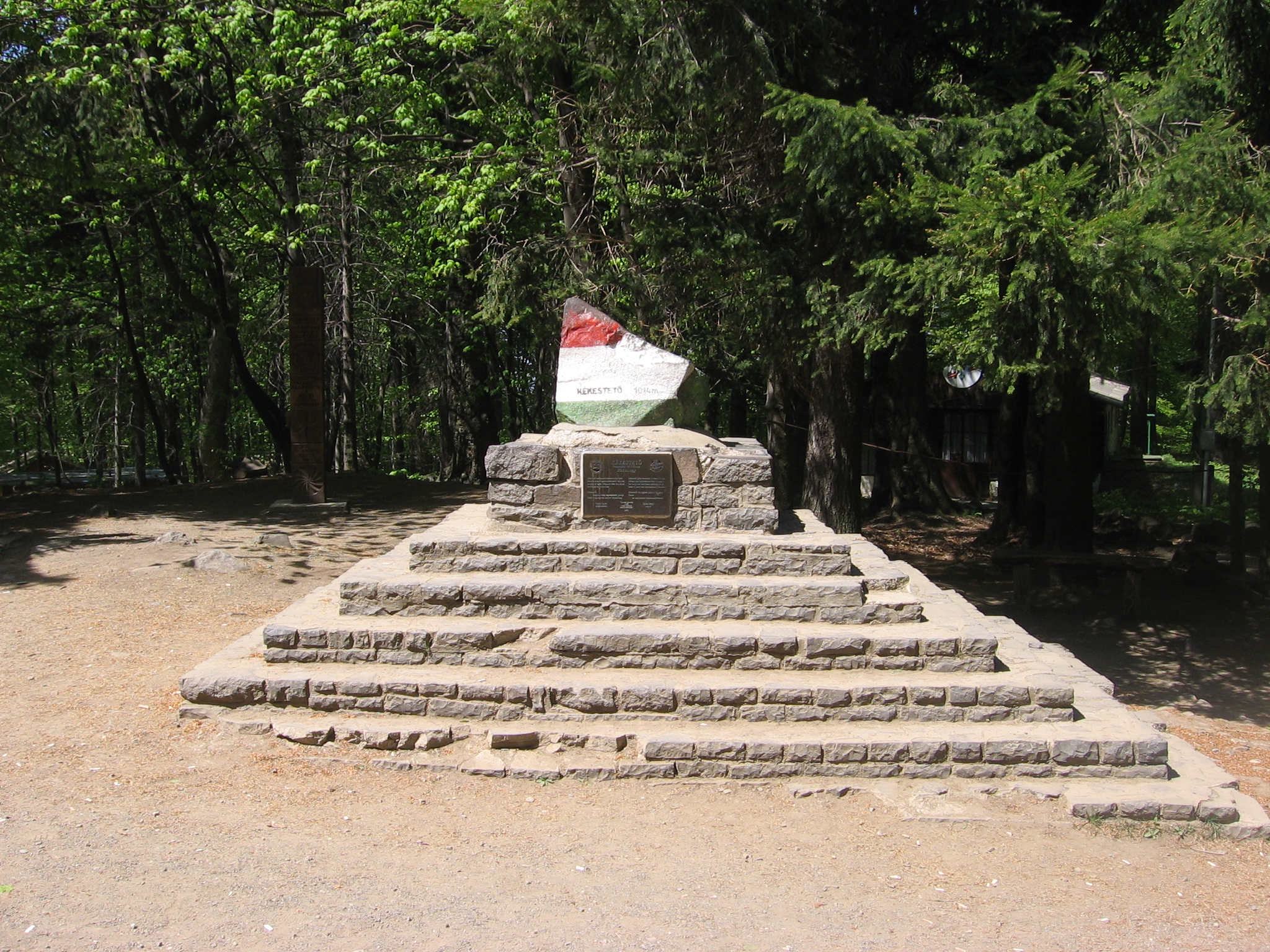
Az ország legmagasabb pontja
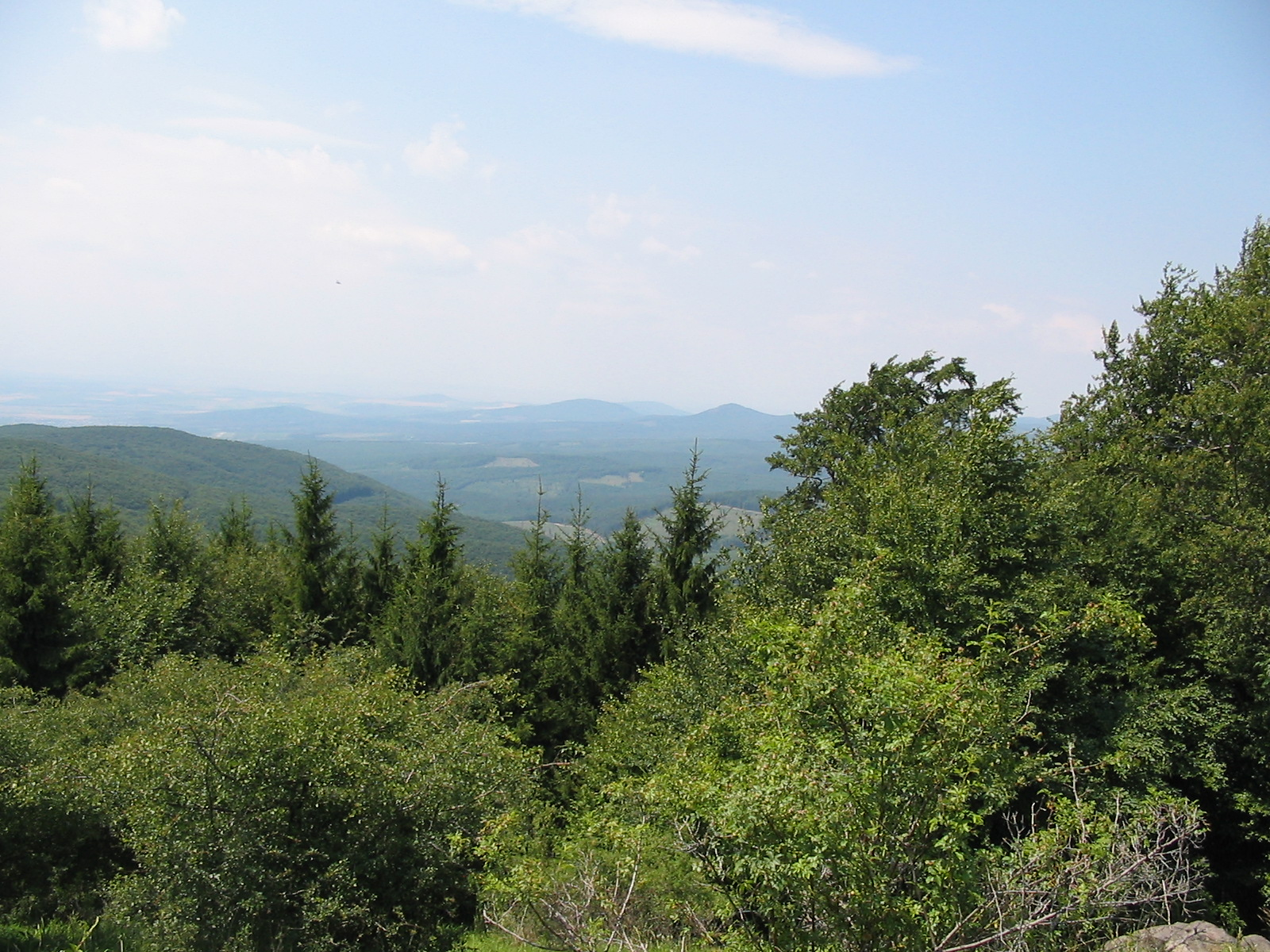
A Mátra a Kékesről